# Palacio Real de Villafranca del Panadés
El Palacio Real de Villafranca del Panadés es un edificio del siglo XIII con vestigios del siglo XII, de estilo gótico. Se encuentra en la plaza de Jaime I de Villafranca del Panadés y actualmente es la principal sede del Museo de las Culturas del Vino de Cataluña (VINSEUM).

## Descripción
La fachada principal está formada por dos paramentos de piedra de diferentes alturas, uno en forma de torre con coronamiento liso y el otro, con una barbacana de madera, que tiene una apariencia más palaciega. El edificio conserva los tres portales originales. Destacan también los ventanales de la fachada, soportados por una o dos columnas, que tienen los capiteles esculpidos con motivos vegetales. 
El interior presenta la estructura característica de las casas señoriales de la época, organizada a través de un patio central con escalinata descubierta y galería superior de arcos ojivales, desde donde se distribuyen las principales dependencias de la casa. Es remarcable el portal renacentista de 1565, procedente de la Casa Mariana, que da acceso a la actual auditorio. En las mismas dependencias del palacio se encuentra la capilla de San Pelegrín, documentada desde 1334 y que formaba parte del primer hospital de la Orden trinitaria en Villafranca.

## Historia
El palacio fue una de las residencias de los reyes de la Casa de Aragón tras entroncar con la Casa de Barcelona durante el siglo XIII. El 11 de noviembre de 1285 murió en el palacio el rey Pedro III de Aragón. Esta efeméride es recordada en una lápida de mármol colocada en la fachada por Josep Torras i Bages, en 1907, que dice: «En la noche del día XI de noviembre del año MCCLXXXV murió aquí el rey Pedro III de Aragón grande para su gloriosa historia militar y por la libertad política que él asentó en la tierra catalana».
En 1308 el palacio fue adquirido por el Monasterio de Santes Creus, que lo convirtió en la procuraduría de la Orden cisterciense en Villafranca. En el palacio residieron algunos monjes que eran los que cobraban las rentas de las numerosas tierras y propiedades que poseía la orden en el Panadés.
En 1820, los frailes fueron exclaustrados y dos años más tarde, el 24 de diciembre de 1822, por orden del gobierno constitucional en el marco de las privatizaciones de los bienes eclesiásticos, el edificio fue adquirido en pública subasta por Cristóbal Milá y Romagosa. 
En el año 1823, fin del llamado trienio liberal, fueron anuladas las subastas realizadas según la ley promulgada por el gobierno liberal. Por tanto, la propiedad del palacio pasó a manos de la nación. 
Tras la muerte de Fernando VII en 1833, se volvió a otorgar vigencia a las adquisiciones realizadas por las subastas de 1822. Es por ello que en 1835, Cristóbal Milá reclamó la devolución de la propiedad del palacio. 
En 1880, la propiedad del palacio estaba en manos de María del Carmen Olivella y Milá, nieta de Cristóbal Milá. Esta contrajo matrimonio con Juan de Álvarez-Cuevas y Fusté el 31 de diciembre de 1859 en la Basílica de Santa María de Villafranca. 
A la muerte de María del Carmen Olivella y Milá, la propiedad pasó a su hijo primogénito Manuel de Álvarez-Cuevas y Olivella, concejal y teniente de alcalde del Ayuntamiento de Barcelona. 
El 24 de enero de 1936, el palacio fue comprado por la asociación "Museu de Vilafranca" (bajo el patronazgo del Ayuntamiento de Villafranca) a María de las Mercedes Serra y Capmany, viuda de Manuel de Álvarez-Cuevas y Olivella, y a sus hijos María del Carmen, Juan y Luis de Álvarez-Cuevas y Serra. 